# Diringsiella
Diringsiella is een kevergeslacht uit de familie van de boktorren (Cerambycidae). De wetenschappelijke naam van het geslacht werd voor het eerst geldig gepubliceerd in 1991 door Martins & Galileo.

## Soorten
Diringsiella is monotypisch en omvat slechts de volgende soort:
- Diringsiella femoralis Martins & Galileo, 1991